# 첼라 호스달
체일라 호스돌(Chelah Horsdal, 1973년 6월 19일 ~ )은 캐나다의 모델, 배우이다.

## 출연 작품
- 애쉬 (2019년)
- 노엘 (2019년)
- 바운더리스 (2018년)
- 수어사이드 쇼 (2017년)
- 몬스터 트럭 (2016년)
- 프리티 리틀 어딕트 (2015년)
- 더 그림 슬리퍼 (2014년)
- 이프 아이 스테이 (2014년)
- Kill for Me (2013)
- 이츠 크리스마스, 캐롤! (2012년) - 타냐 역
- 캐빈 인 더 우즈 (2012년) - 데모 걸 역
- 아이덴티티 (2011년)
- 도노반스 에코 (2011년) - 닥터 역
- 혹성탈출: 진화의 시작 (2011년) - 이레나 역
- 온 스트라이크 포 크리스마스 (2010년) - 샤론 역
- Lying to Be Perfect (2010) - 낸시 역
- 더 클라이언트 리스트 (2010년)
- 앨티튜드 (2010년)
- 버닝 무솔리니 (2009년)
- 컴 댄스 앳 마이 웨딩  (2009년)
- 미세스 미라클 (2009년)
- 에일리언 트레스패스 (2009년)
- 플러팅 위드 포티 (2008년) - 앤 역
- 포제션: 중독된 사랑 (2008년)
- 패신저스 (2008년)
- 엘레지 (2008년) - 수잔 리즈 역
- 바이스 (2007년)
- 에이리언 VS. 프레데터 2 (2007년) - 다시 역
- 폴런 (2006년)
- 할로우 맨 2 (2006년)
- 엑스맨: 최후의 전쟁 (2006년)
- 핑크 팬더 (2006년)
- 엑소시즘 오브 에밀리 로즈 (2005년)
- 퍼슈드 (2004년)
- 파이브 데이즈 투 미드나잇 (2004년)
- 코니와 칼라 (2004년)
- 페이첵 (2003년)

### 텔레비전
- 안드로메다 (2003)
- 스타게이트 SG-1 (2004-06)
- The 4400 (2005)
- 크리미널 마인드 (2005)
- 스몰빌 (2005)
- 마스터즈 오브 호러 - 마녀의 집(Dreams in the Witch-House) 편 (2005) - 프랜시스 엘우드 역
- Saved (2006)
- 엘 워드 (2006-08)
- 사이크 (2007)
- 배틀스타 갈락티카 (2007)
- 스타게이트 아틀란티스 (2008)
- 유레카 (2009)
- 스타게이트 유니버스 (2009)
- 킬링 (2012)
- 애로우: 어둠의 기사 (2012-14)
- 헬 온 휠즈 (2013-16)
- 호프 밸리 (2014)
- 언리얼 (2015)
- 폴링 스카이 (2015)
- 높은 성의 사나이 (2015-19)
- 더 리턴드 (2015, The Returned)
- 굿 닥터 (2018)
- 원 헌드레드 (2019)
- 스타 트렉: 디스커버리 (2021-현재)